# Terminocavus
Terminocavus (лат., возможное русское название — терминокавус) — род птицетазовых динозавров из подсемейства хазмозаврин семейства цератопсид. Включает единственный вид — Terminocavus sealeyi. Известен по ископаемым остаткам из отложений формации Киртленд (Kirtland Formation) в Нью-Мексико, США, относящихся к кампанскому ярусу (верхний мел). Возраст окаменелостей составляет около 75—73,4 млн лет. Во времена существования вида местность, где были обнаружены остатки, располагалась в северной части древнего острова-континента Ларамидии.
Terminocavus классифицируется как цератопсид — представитель группы квадропедальных растительноядных динозавров, череп которых украшали костные рога и «воротник».  Голотипный образец был обнаружен в 1997 году и отнесён к новому виду и роду в 2020 году. Описанный материал представлен парой сросшихся теменных костей, формировавших «воротник», и отдельными ассоциированными фрагментами. По анатомии теменной кости Terminocavus был похож на Pentaceratops и Anchiceratops, но обладал характерной сердцевидной вырезкой с очень узкими зазубринами на ней. Основываясь на изменениях морфологии теменной кости, авторы описания Terminocavus выдвинули гипотезу о существовании следующего анагенетического ряда: Utahceratops → Pentaceratops → Navajoceratops → Terminocavus → Anchiceratops.

## История открытия

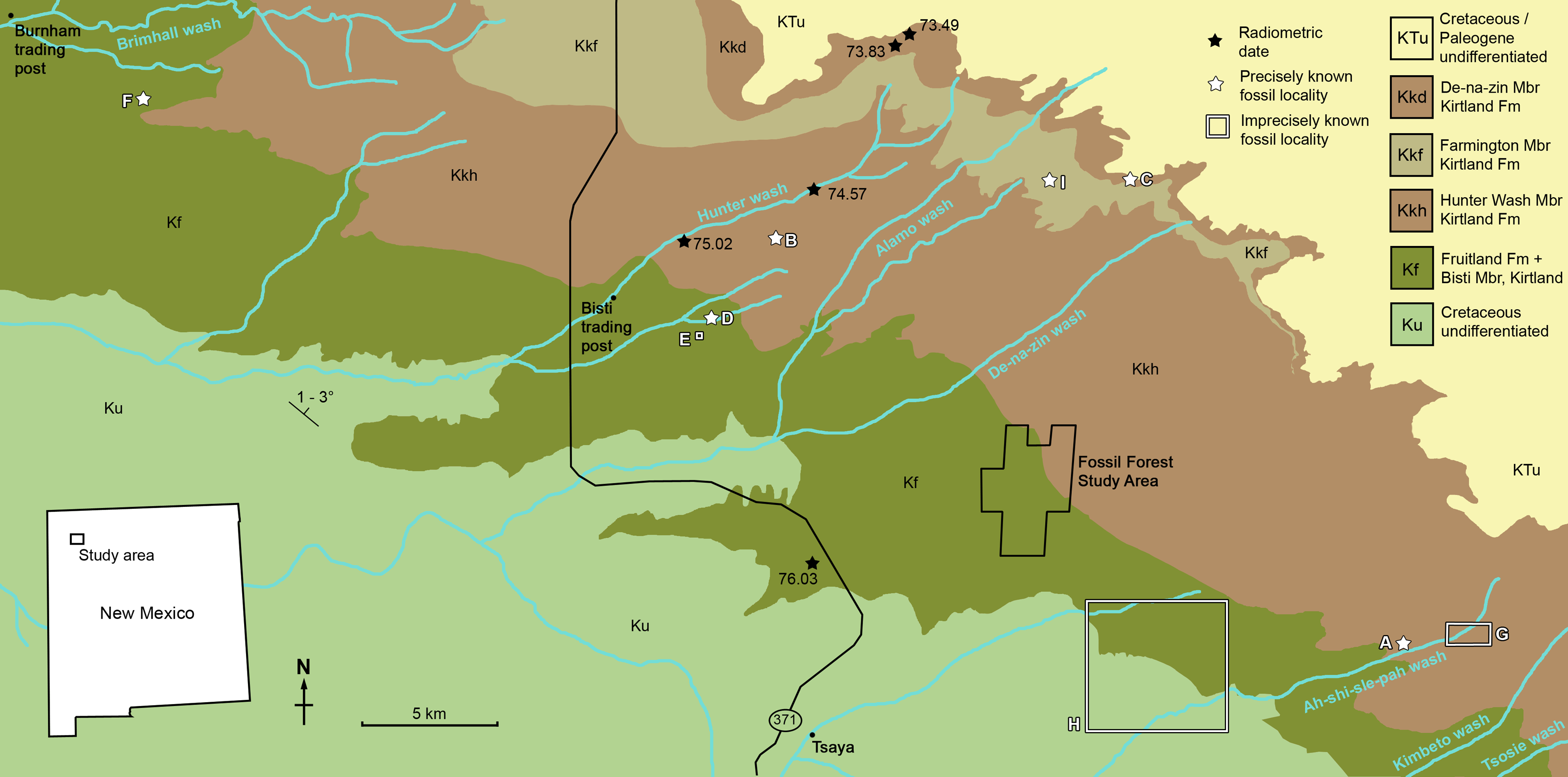
Геологическая карта юго-восточной части бассейна Сан-Хуан; B (немного выше середины) — место обнаружения голотипа

Голотип NMMNH P-27468 был обнаружен Полом Сили в 1997 году. Образец представлен теменной костью, неполной чешуйчатой костью, скуловой костью, оссификацией кожи epijugal, неполной квадратно-скуловой костью, неполным крестцом и фрагментами позвонков. Он был найден в сером алевролите пачки Хантер-Вош-Мембер (Hunter Wash Member) в Нью-Мексико, которая принадлежит к формации Киртленд бассейна Сан-Хуан. Это единственный образец хазмозаврина, обнаруженный в средней или верхней части Хантер-Вош-Мембер, чья систематическая принадлежность была определена вплоть до вида. Возраст, в котором животное умерло, не вполне ясен: строение «воротника» указывает на то, что это была подростковая особь, но большой размер и эпипариетальное срастание говорят о том, что особь была взрослой.
В тезисе конференции 2005 года NMMNH P-27468 определён как аберрантный представитель вида Pentaceratops sternbergii. Джошуа Фрай поставил под сомнение эту версию в магистерской диссертации 2015 года. Филогенетический анализ, проведённый Фраем, не подтвердил близкое родство с Pentaceratops. В 2016 году Денвер Фаулер в своей диссертации неофициально отнёс образец к новым роду и виду «Terminocavus sealyi». Позже, в 2020 году, Денвер Фаулер и Элизабет Фридман-Фаулер формально описали таксон, исправив написание видового названия на sealeyi. Родовое название означает «идущий к концу полости», отсылая к сильно редуцированной срединной выемке в теменных костях, которая у предполагаемых потомков Terminocavus исчезла окончательно. Видовое название дано в честь Пола Сили, обнаружившего голотип.

## Описание

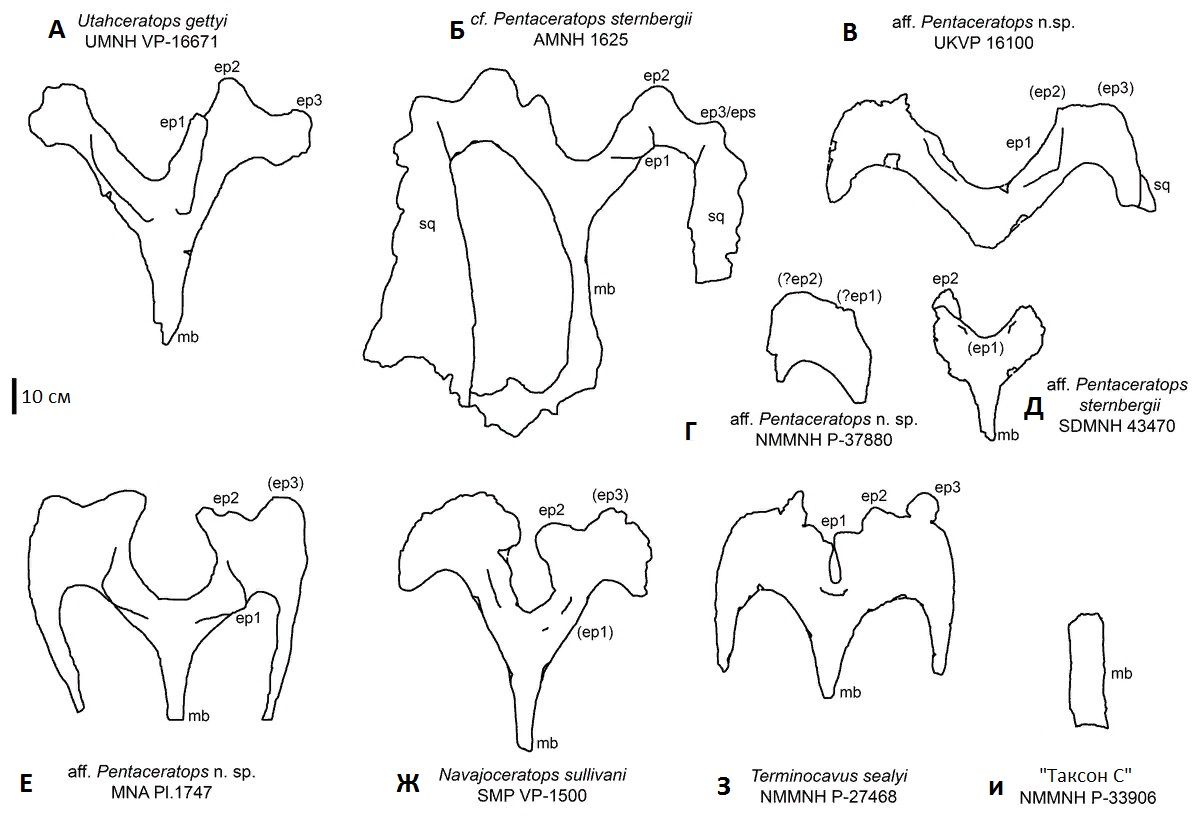
Строение теменных костей Terminocavus (З) и других хазмозаврин

Известный только по фрагментарному материалу, Terminocavus отличался от других хазмозаврин по строению сросшихся теменных костей, которые образовывали монолитную кость характерной сердцевидной формы. В целом анатомия Terminocavus была промежуточной между базальными родами, такими как Pentaceratops, и более продвинутыми родами, такими как Anchiceratops и представители трибы Triceratopsini. Срединная выемка в верхней части «воротника» Terminocavus была очень узкой и U-образной, что отличало его от более ранних хазмозаврин с широкой выемкой. Теменные стержни, которые образовывали края «воротника», были тонкими и чрезвычайно расширенными по сравнению с таковыми у более ранних родственников; по форме они больше напоминали пластины, чем стержни. Располагавшийся между теменными стержнями срединный стержень также был расширен — на нём имелись более выраженные выступы, чем у Navajoceratops, который мог быть предком Terminocavus. Теменные отверстия имели скорее округлую форму, чем угловатую, как у предковой группы, и были меньше по размеру из-за расширения теменных и срединного стержней.